# Dolores (Uruguay)
Dolores est une ville et une municipalité de l'Uruguay située dans le département de Soriano. Elle est la plus ancienne ville de l'Uruguay, ayant été fondée en 1574 sous le nom de "San Salvador" par des colons espagnols.
Avec une population de 17 174 habitants, c'est la deuxième ville la plus peuplée du département de Soriano, après Mercedes, la capitale départementale ; elle fait partie de la région ouest du pays considérée comme le "grenier du pays" (en espagnol: "el granero del país").

## Situation géographique
La petite ville de Dolores, anciennement dénommée San Salvador du fait de sa fondation sur les rives du río San Salvador, affluent de rive gauche du río Uruguay, est située à 38 kilomètres au sud-ouest de Mercedes, la capitale départementale du Soriano.
La ville est desservie par la  route nationale 21, (en espagnol: la Ruta 21), importante voie de communication routière qui traverse le grenier à blé de l'Uruguay, la reliant au grand port céréalier de Nueva Palmira sur le río de la Plata.

## Histoire

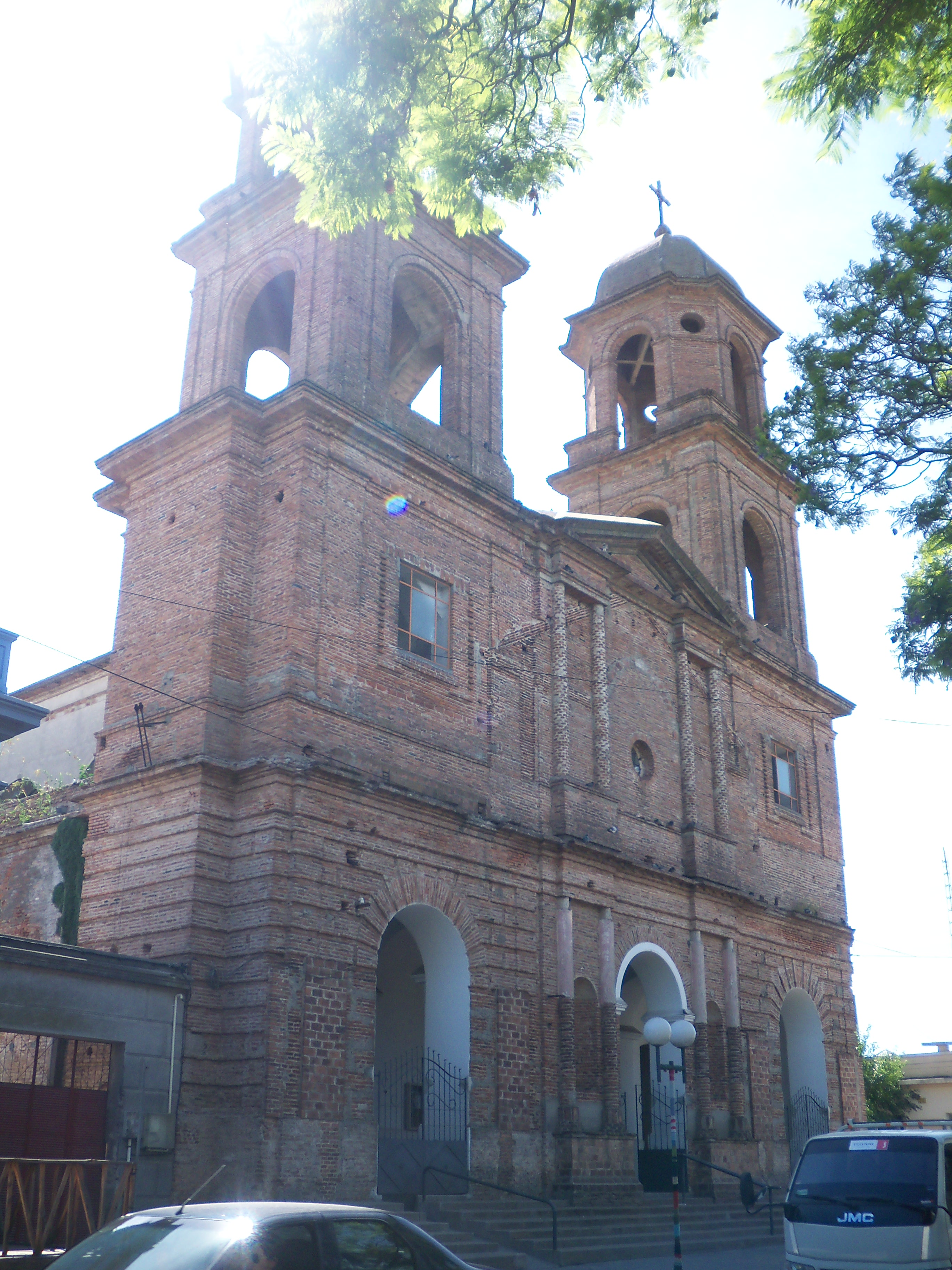
La Cathédrale de Dolores.

C'est la plus ancienne ville de l'Uruguay, ayant été fondée en 1574 sous le nom de "San Salvador" par des colons espagnols.

## Population
| Année | Population |
| ----- | ---------- |
| 1963  | 12.488     |
| 1975  | 13.322     |
| 1985  | 13.084     |
| 1996  | 14.784     |
| 2004  | 15.753     |
| 2011  | 17.174     |

## Relations internationales

### Jumelages
La ville de Dolores est jumelée avec les villes suivantes :
- Dolores (Buenos Aires) (Argentine)
- Dolores (Alicante) (Espagne)

## Personnalités liées à la ville
- Gladys Afamado (1925-), artiste uruguayenne.